# Sturmpanzerwagen Oberschlesien
Lo Sturmpanzerwagen Oberschlesien è stato un carro armato d'assalto progettato nel 1918 dall'Impero tedesco, come alternativa ai goffi A7V e per disporre in breve tempo di quantità apprezzabili di mezzi corazzati. Con una torretta centrale, compartimentazione interna e altre caratteristiche per l'epoca all'avanguardia, il veicolo fu ordinato in quattro prototipi nell'ottobre 1918 e, quasi sicuramente, neppure uno era stato impostato alla conclusione della prima guerra mondiale.

## Storia
Nel 1917 anche l'Impero tedesco cominciò a progettare e sperimentare i primi carri armati, in seguito alla scioccante comparsa dei Mark I britannici durante la battaglia della Somme; gran parte del lavoro ricadde su un comitato tecnico appositamente costituito, l'Allgemeine Kriegsdepartement 7, Abteilung Verkehrwesen, abbreviato in A7V e guidato dal capace ingegnere Joseph Vollmer, che faceva riferimento alla Commissione collaudi dei veicoli (Verkehr-Prüfungs-Kommission o VPK). Nel 1918 il carro armato pesante A7V cominciò a essere distribuito ai reparti, ma i limiti tecnici di cui soffriva e l'insufficiente mobilità avevano spinto a sviluppare subito altri carri armati, dai leggeri LK I/LK II al mastodontico K-Wagen: quest'ultimo in particolare si rivelò un progetto costoso, che bloccava materie prime e personale in quantità sempre maggiori. Nel giugno 1918 l'Ufficio trasporti motorizzati riconobbe che la strada del carro armato superpesante, che pure aveva difeso fino a quel momento, avrebbe dovuto essere abbandonata in favore di mezzi più agili e fabbricabili in grandi numeri: la costruzione dell'A7V fu fermata, quella del K-Wagen confermata a dieci esemplari e fu deciso che la capacità produttiva si sarebbe concentrata su carri armati d'assalto (Sturmpanzerwagen) e trattori d'artiglieria corazzati.
Alle specifiche tecniche per il nuovo carro armato d'assalto, diffuse nell'estate 1918, risposero tredici aziende. Tuttavia il progetto ritenuto più promettente e alla fine selezionato giunse da un ufficiale della VPK, il capitano Heinrich Müller, che aveva maturato notevole esperienza grazie alla sua posizione. Aveva ideato un mezzo dalle avanzate caratteristiche per l'epoca, come la suddivisione interna in compartimenti, una torretta rotante centrale, treno di rotolamento non avvolgente, la netta separazione tra equipaggio e serbatoi. Le cianografie furono affidate alla Oberschlesische Hüttenwerke AG, una ferriera ubicata a Gleiwitz in Slesia e facente parte del gruppo industriale Baildonhütte, che le studiò e ne confermò la fattibilità: il 5 ottobre seguente l'Oberste Heeresleitung richiese due prototipi, che ebbero la denominazione di copertura "Oberschlesien". Una settimana più tardi la VPK contattò la ditta perché costruisse altri due mezzi sperimentali, indicati come "Oberschlesien II" – avrebbero dovuto avere trazione posteriore e cingoli di tipo più robusto. In realtà la costruzione dei quattro veicoli neppure prese avvio prima della capitolazione tedesca di novembre. Un'altra fonte afferma, invece, che i prototipi di Oberschlesien fossero stati quantomeno impostati prima della fine della guerra.

## Tecnica
Il progetto dello Sturmpanzerwagen Oberschlesien prevedeva un veicolo di 6,70 × 2,34 metri, con altezza di 2,97 metri e un peso di 19-20 tonnellate che, combinato con i cingoli di larghezza imprecisata, avrebbe generato un peso specifico al suolo di 0,50 kg/cm². Müller introdusse anche una luce libera di 60 cm, avendo ben presente i grossi problemi dell'A7V che tendeva ad affossarsi su terreni cedevoli o butterati, oppure a fermarsi dinanzi a ostacoli modesti. Lo scafo, di forma rettangolare, era suddiviso in un comparto di guida anteriore, una camera di combattimento centrale con sovrastruttura, sulla quale poggiava la torretta, e infine un vano motore separato dagli altri spazi del carro. L'armamento si sarebbe concentrato nella seconda area: due mitragliatrici MG 08/15 da 7,92 mm, una collocata in caccia al di sopra del posto del conducente e una puntata in ritirata, al di sopra della copertura motore; in torretta sarebbe stato installato un pezzo da 57 mm. La torretta, cilindrica, presentava anche una cupola arretrata, ma non è comunque chiaro se le armi automatiche fossero state a loro volta installate in torrette in parte girevoli oppure in semplici casematte. Un'altra fonte riporta che v'era una certa indecisione sul cannone, dato che si era ipotizzato anche un'artiglieria da 37 mm.
Il motore scelto era un Argus As.III, fornito dall'omonima ditta aeronautica; si trattava di un apparato a 6 cilindri, erogante una potenza di 180 hp a 1 400 giri al minuto. L'albero lo collegava alla trasmissione che era vincolata alle due grosse ruote motrici, imperniate al centro del treno di rotolamento in corrispondenza della torretta; a ciascuna estremità del treno erano stati fissati due grandi tamburi con corona dentata, sulle quali scorrevano i cingoli. L'intera sospensione era stata oggetto di attenta progettazione, sebbene le fonti non specifichino di che tipo fosse: fu stimata una velocità massima di 16 km/h o di 19 km/h. Al motore erano associati serbatoi per complessivi 1 000 litri di carburante.
Si sa che la corazzatura massima era pari a 14 mm sul lato frontale di scafo, sovrastruttura e torretta e che l'equipaggio sarebbe ammontato a cinque uomini.